# Tonight (I'm Lovin' You)
Tonight (I'm Fuckin' You) (hay còn được biết đến như Tonight (I'm F**kin' You) trong phiên bản kiểm duyệt và "Tonight (I'm Lovin' You)", hoặc đơn giản như Tonight) là một bài hát của nghệ sĩ thu âm người Tây Ban Nha Enrique Iglesias hợp tác với rapper người Mỹ Ludacris và nhà sản xuất âm nhạc người Mỹ DJ Frank E nằm trong phiên bản tái phát hành từ album phòng thu thứ chín của anh, Euphoria (2010). Nó được phát hành vào ngày 1 tháng 11 năm 2010 như là đĩa đơn thứ năm trích từ album bởi Universal Republic và Universal Music Latino. Bài hát được đồng viết lời bởi Iglesias, Ludacris, Lauren Christy và Jacob Luttrell, người cũng đồng thời chịu trách nhiệm sản xuất nó với DJ Frank E. "Tonight (I'm Lovin' You)" là một bản electro house và dance-pop mang nội dung đề cập đến việc một chàng trai gặp gỡ một cô gái và đưa ra một lời đề nghị có phần khiếm nhã đối với cô, trong đó anh khẳng định rằng đêm nay cô sẽ thuộc về anh.
Sau khi phát hành, "Tonight (I'm Lovin' You)" nhận được những phản ứng đa phần là tích cực từ các nhà phê bình âm nhạc, trong đó họ đánh giá cao giai điệu bắt tai cũng như quá trình sản xuất của nó, mặc dù vấp phải những chỉ trích xung quanh nội dung lời bài hát. "Tonight (I'm Lovin' You)" cũng gặt hái những thành công vượt trội về mặt thương mại, vuơn đến top 5 ở Úc, Canada, Đan Mạch, Ireland, New Zealand, Tây Ban Nha, Thụy Điển, Thụy Sĩ và Vương quốc Anh, và lọt vào top 10 ở hầu hết những quốc gia nó xuất hiện, bao gồm nhiều thị trường lớn như Áo và Phần Lan. Tại Hoa Kỳ, bài hát đạt vị trí thứ tư trên bảng xếp hạng Billboard Hot 100, trở thành đĩa đơn thứ năm của Iglesias, thứ mười một của Ludacris và đầu tiên của DJ Frank E vươn đến top 5, đồng thời tiêu thụ được hơn 3.2 triệu bản tại đây. Tính đến nay, nó đã bán được hơn 5 triệu bản trên toàn cầu, trở thành một trong những đĩa đơn bán chạy nhất mọi thời đại.
Video ca nhạc cho "Tonight (I'm Lovin' You)" được đạo diễn bởi đội sản xuất BBGun (Alex Bergman, Maxim Bohichik) và Parris, trong đó Iglesias gặp gỡ và bị cuốn hút bởi một cô gái ở một câu lạc bộ thoát y, trước khi anh bị phát hiện đang bắt cá hai tay sau khi cùng một cô gái khác đến khách sạn, xen kẽ với những hình ảnh nhiều cô gái đang quằn quại đầy khiêu khích trên giường và quyến rũ Iglesias. Nó đã nhận được một đề cử tại giải Video âm nhạc của MTV năm 2011 cho Nghệ sĩ Latin xuất sắc nhất. Để quảng bá bài hát, nam ca sĩ đã trình diễn "Tonight (I'm Lovin' You)" trên nhiều chương trình truyền hình và lễ trao giải lớn, bao gồm Today, The Tonight Show with Jay Leno, X Factor, giải thưởng Âm nhạc Mỹ năm 2010 và 2011, cũng như trong nhiều chuyến lưu diễn của anh. Kể từ khi phát hành, một số bản phối lại khác nhau đã được phát hành cho bài hát, với sự tham gia góp giọng từ nhiều nghệ sĩ như Pitbull và Luciana Caporaso.

## Danh sách bài hát
Tải kĩ thuật số tại Hoa Kỳ
1. "Tonight (I'm F**kin' You)" – 3:52

Đĩa CD tại Đức
1. "Tonight (I'm Lovin' You)" – 3:54
2. "Tonight (I'm F**kin' You)" – 3:54

Tải kĩ thuật số tại Anh quốc
1. "Tonight (I'm F**kin' You)" – 3:52
2. "Tonight (I'm Lovin' You)" – 3:51

## Thành phần thực hiện
Thành phần thực hiện được trích từ ghi chú của Euphoria, Universal Republic và Universal Music Latino.
Thu âm và phối khí
- Thu âm tại Side 3 Studios ở Denver, Colorado.
- Thu âm giọng hát tại South Point Studios ở Miami và Doppler Studios ở Atlanta.

Thành phần
- Hát chính – Enrique Iglesias
- Rap – Ludacris
- Viết lời – Enrique Iglesias, Jacob Luttrell, Lauren Christy, Christopher Bridges
- Sản xuất – DJ Frank E, Jacob Luttrell
- Giọng nền – Carlos Paucar, Esther Fortune, Jacob Luttrell
- Phối khí – Manny Marroquin
- Sản xuất giọng hát – Carlos Paucar
- Đàn phím – Jacob Luttrell
- Thu âm – DJ Frank E, Carlos Paucar, Rick De Varona

## Xếp hạng
| Bảng xếp hạng (2010-11)              | Vị trí cao nhất |
| ------------------------------------ | --------------- |
| Úc (ARIA)                            | 2               |
| Áo (Ö3 Austria Top 40)               | 6               |
| Bỉ (Ultratop 50 Flanders)            | 7               |
| Bỉ (Ultratop 50 Wallonia)            | 18              |
| Canada (Canadian Hot 100)            | 3               |
| Cộng hòa Séc (Rádio Top 100)         | 14              |
| Đan Mạch (Tracklisten)               | 4               |
| Phần Lan (Suomen virallinen lista)   | 9               |
| Pháp (SNEP)                          | 26              |
| Đức (Official German Charts)         | 12              |
| Ireland (IRMA)                       | 5               |
| Israel (Media Forest)                | 5               |
| Ý (FIMI)                             | 26              |
| Luxembourg Nhạc số (Billboard)       | 3               |
| Hà Lan (Dutch Top 40)                | 11              |
| Hà Lan (Single Top 100)              | 11              |
| New Zealand (Recorded Music NZ)      | 2               |
| Na Uy (VG-lista)                     | 4               |
| Ba Lan (Dance Top 50)                | 37              |
| Romania (Romanian Top 100)           | 2               |
| Scotland (OCC)                       | 2               |
| Slovakia (Rádio Top 100)             | 3               |
| Tây Ban Nha (PROMUSICAE)             | 2               |
| Thụy Điển (Sverigetopplistan)        | 5               |
| Thụy Sĩ (Schweizer Hitparade)        | 4               |
| Anh Quốc (OCC)                       | 5               |
| Hoa Kỳ Billboard Hot 100             | 4               |
| Hoa Kỳ Adult Pop Airplay (Billboard) | 11              |
| Hoa Kỳ Dance Club Songs (Billboard)  | 1               |
| Hoa Kỳ Hot Latin Songs (Billboard)   | 10              |
| Hoa Kỳ Pop Airplay (Billboard)       | 1               |
| Hoa Kỳ Rhythmic (Billboard)          | 4               |
| Hoa Kỳ Tropical Airplay (Billboard)  | 8               |

| Bảng xếp hạng (2011)                 | Vị trí |
| ------------------------------------ | ------ |
| Australia (ARIA)                     | 33     |
| Austria (Ö3 Austria Top 40)          | 44     |
| Belgium (Ultratop 50 Flanders)       | 67     |
| Canada (Canadian Hot 100)            | 9      |
| Germany (Official German Charts)     | 84     |
| Ireland (IRMA)                       | 13     |
| Israel (Media Forest)                | 71     |
| Netherlands (Dutch Top 40)           | 85     |
| Netherlands (Single Top 100)         | 95     |
| New Zealand (Recorded Music NZ)      | 38     |
| Poland (ZPAV)                        | 91     |
| Romania (Romanian Top 100)           | 7      |
| Spain (PROMUSICAE)                   | 11     |
| Sweden (Sverigetopplistan)           | 29     |
| Switzerland (Schweizer Hitparade)    | 67     |
| UK Singles (Official Charts Company) | 12     |
| US Billboard Hot 100                 | 16     |
| US Hot Dance Club Songs (Billboard)  | 14     |
| US Latin Songs (Billboard)           | 36     |
| US Pop Songs (Billboard)             | 11     |
| US Rhythmic (Billboard)              | 24     |
| US Tropical Songs (Billboard)        | 41     |

## Chứng nhận
| Quốc gia                                                                           | Chứng nhận  | Số đơn vị/doanh số chứng nhận |
| ---------------------------------------------------------------------------------- | ----------- | ----------------------------- |
| Úc (ARIA)                                                                          | 7× Bạch kim | 490.000^                      |
| Áo (IFPI Áo)                                                                       | Vàng        | 15.000*                       |
| Canada (Music Canada)                                                              | 4× Bạch kim | 0*                            |
| Đan Mạch (IFPI Đan Mạch)                                                           | Vàng        | 15.000^                       |
| Đức (BVMI)                                                                         | Vàng        | 250.000‡                      |
| New Zealand (RMNZ)                                                                 | Bạch kim    | 15.000*                       |
| Tây Ban Nha (PROMUSICAE)                                                           | Vàng        | 20.000*                       |
| Thụy Điển (GLF)                                                                    | Vàng        | 10.000‡                       |
| Anh Quốc (BPI)                                                                     | Bạc         | 200.000^                      |
| Hoa Kỳ (RIAA)                                                                      | 2× Bạch kim | 3,204,000                     |
| * Chứng nhận dựa theo doanh số tiêu thụ. ^ Chứng nhận dựa theo doanh số nhập hàng. |             |                               |

## Lịch sử phát hành
| Vùng           | Ngày                 | Định dạng       | Hãng thu âm                                |
| -------------- | -------------------- | --------------- | ------------------------------------------ |
| Hoa Kỳ         | 1 tháng 11 năm 2010  | Phát thanh      | Universal Republic, Universal Music Latino |
| Hoa Kỳ         | 22 tháng 11 năm 2010 | Tải kĩ thuật số | Universal Republic, Universal Music Latino |
| Vương quốc Anh | 30 tháng 1 năm 2011  | Tải kĩ thuật số | Polydor                                    |
| Đức            | 1 tháng 4 năm 2011   | CD              | Polydor                                    |